# Selma Lagerlöfs torg

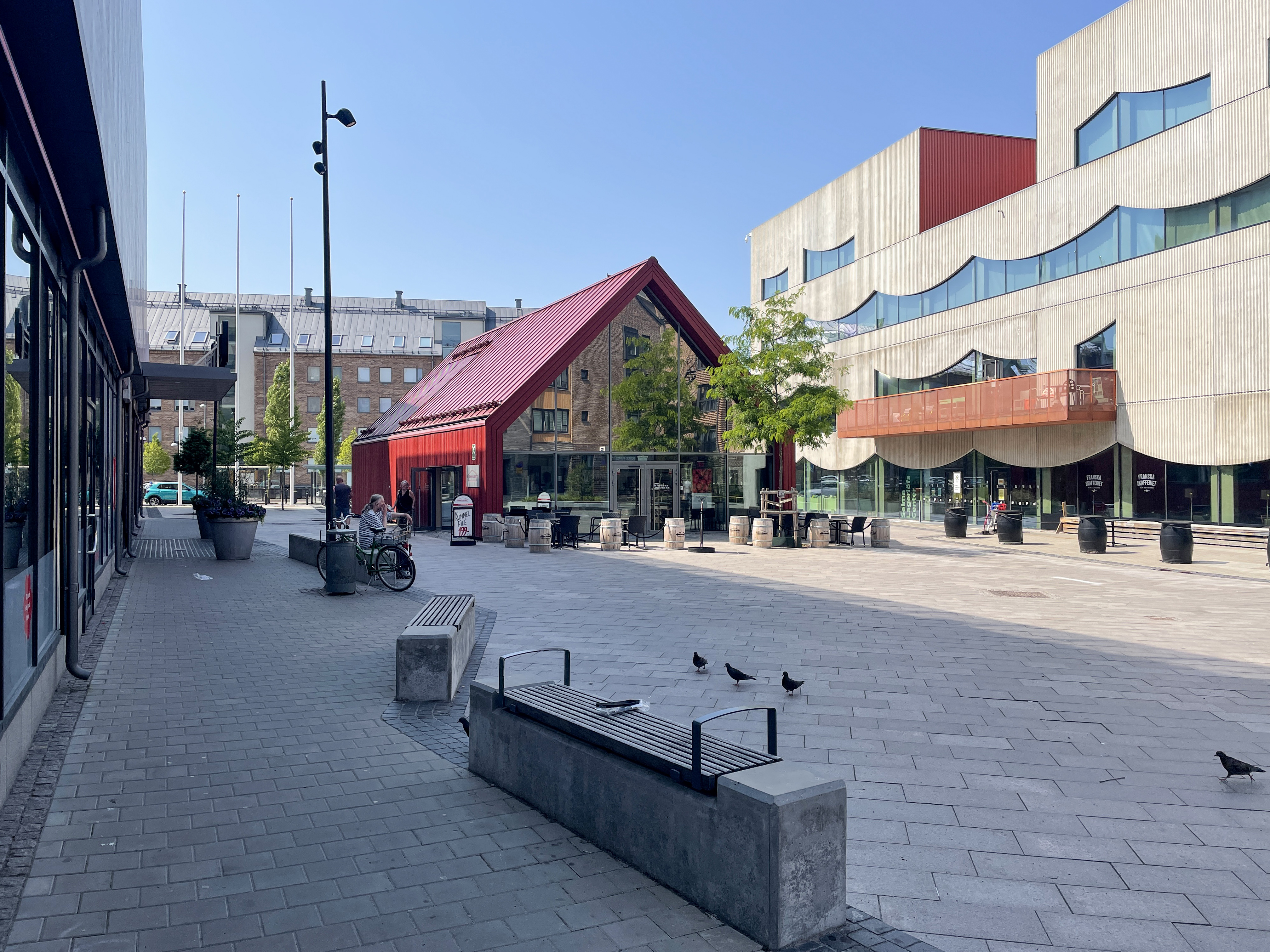
Selma Lagerlöfs torg, 2022.

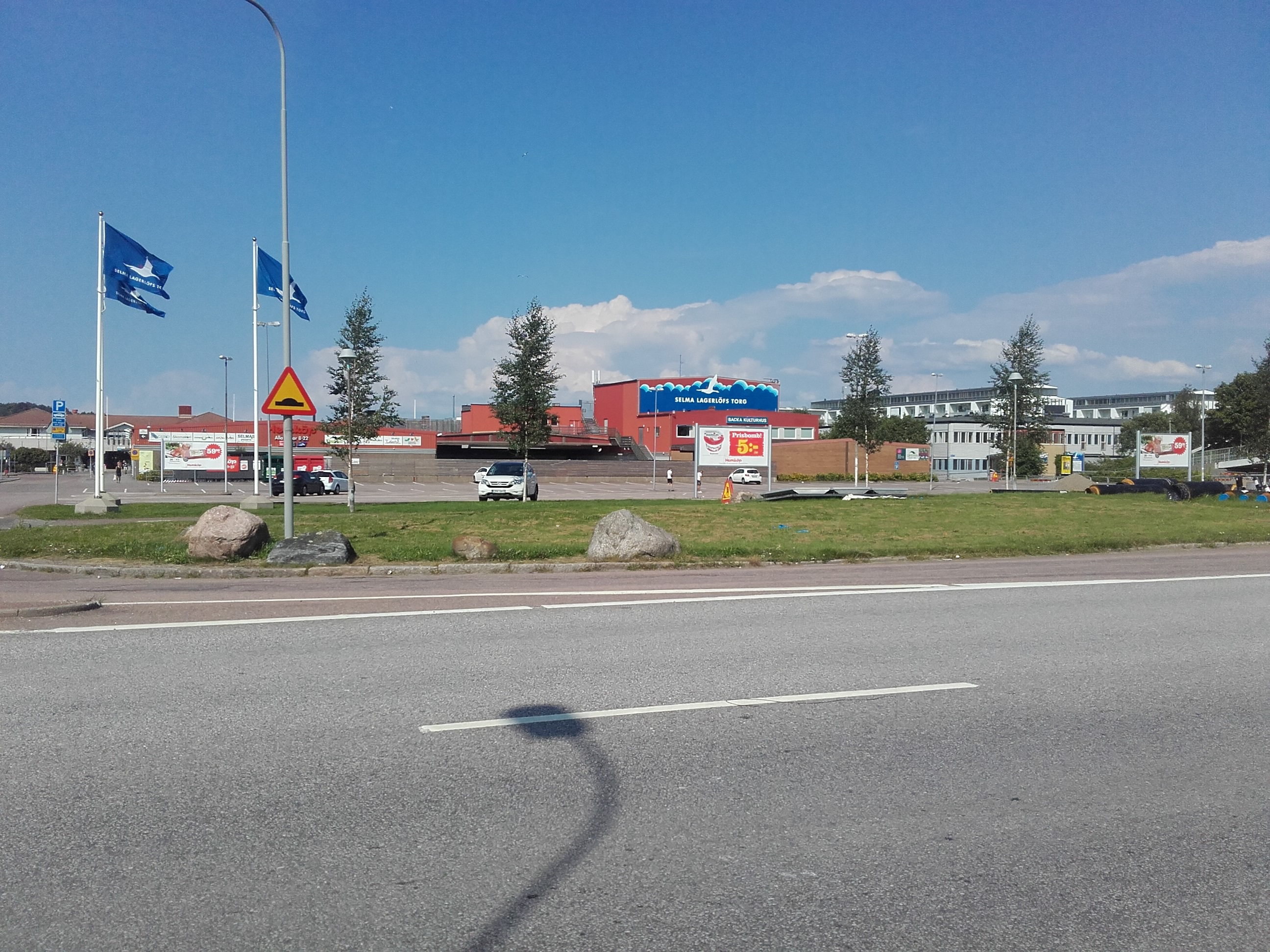
Selma Lagerlöfs torg innan ombyggnationen, sett från vägen Backadalen.

Selma Lagerlöfs torg är ett torg som byggdes 1971 och är ett lokalt centrum i primärområdet Skälltorp, som ligger i norra delen av stadsdelen Backa på Hisingen i Göteborg. Det ligger cirka 4 kilometer norr om Göteborgs centrum. Torget är uppkallat efter författaren och nobelpristagaren Selma Lagerlöf.
Svenska Balettskolan och Skälltorpsskolan är två grundskolor i anslutning till torget.

## Framtid

### Ny- och ombyggnation
Selma Lagerlöfs torg och kringliggande kvarter genomgår en omfattande ombyggnation och förändring de närmaste åren med byggstart under hösten 2017. Projektet går under namnet Selma stad. Torget växer med 1 000 nya bostäder, kontor, handelshus och ett nytt stadsdelshus med rum för kultur tillsammans med nya torgstråk och parkstråk.
Det skulle även uppförts en ny idrottshall som hade varit unik genom att studentlägenheter skulle omgärda hallen. Ett sätt att bygga som inte gjorts tidigare i Sverige. Men när kommunen (av upphandlingsskäl) inte kunde garantera att de skulle hyra hallen valde exploatören, med godkännande från kommunen, att inte bygga hallen.

### Spårvagnslinje
I framtiden planeras även att en spårvagnslinje dras till Backa förbi Selma Lagerlöfs torg. 

## Kuriosa
- Musikteatergruppen Nationalteatern hade under många år på 1970-talet sin hemvist på fritidsgården vid torget och i låten "Barn av vår tid" besjungs torget, men benämns då som "EPAs torg" då lågprisvaruhuskedjan EPA hade ett varuhus på torget vid den tiden.[5][6]

## Bildspel

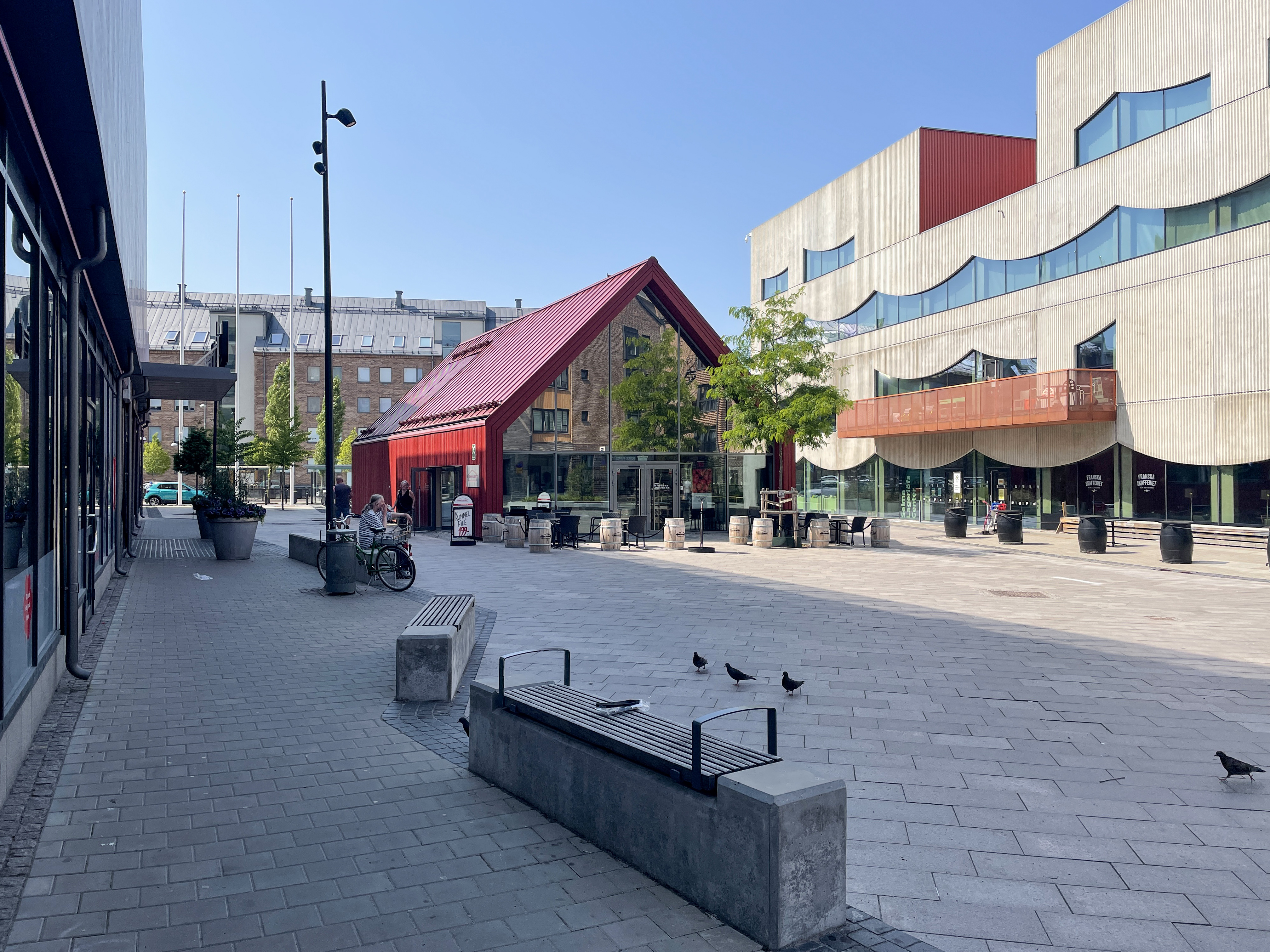
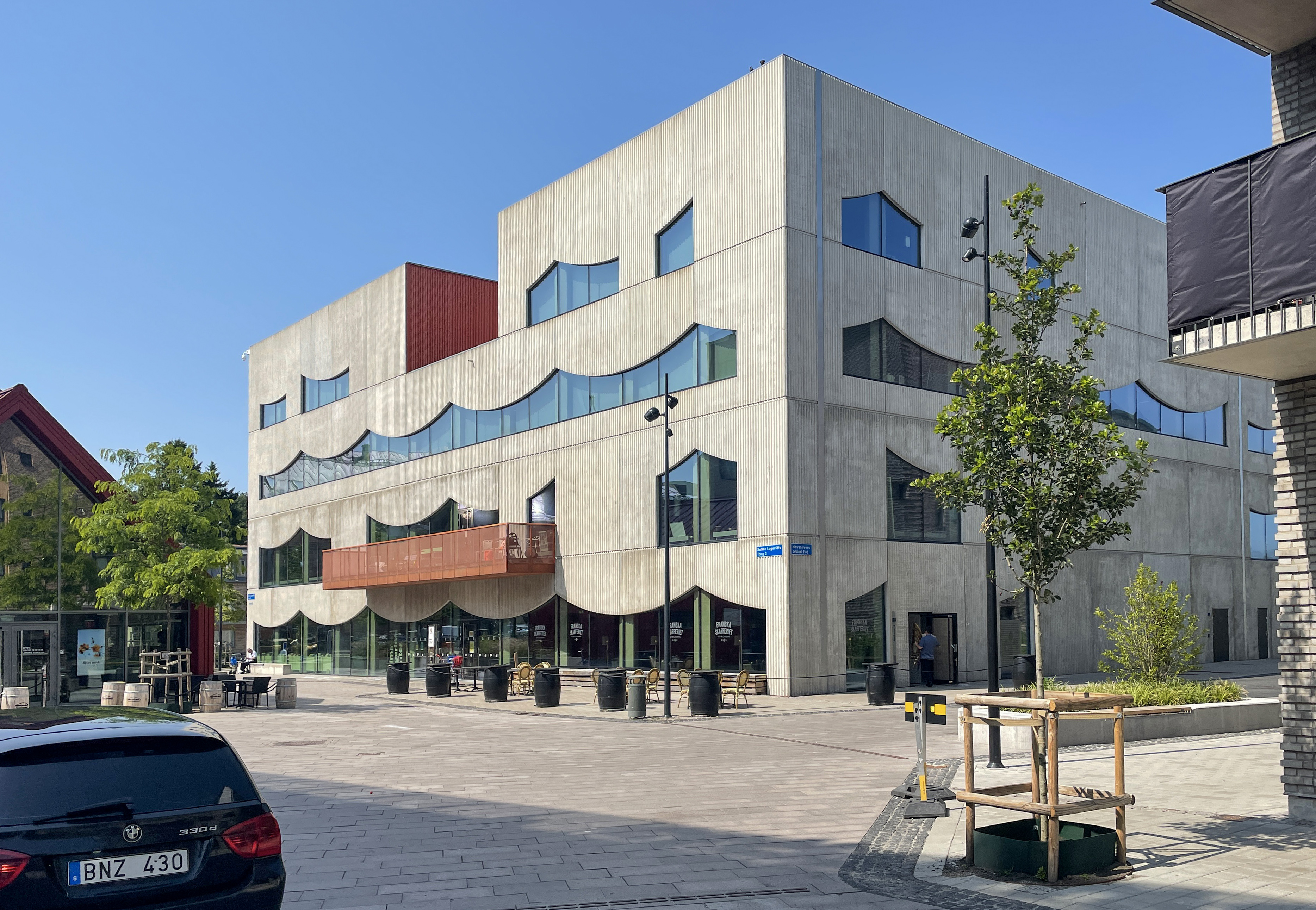
Selma Lagerlöfs Center (invigt 2019), med bland annat Backa bibliotek.
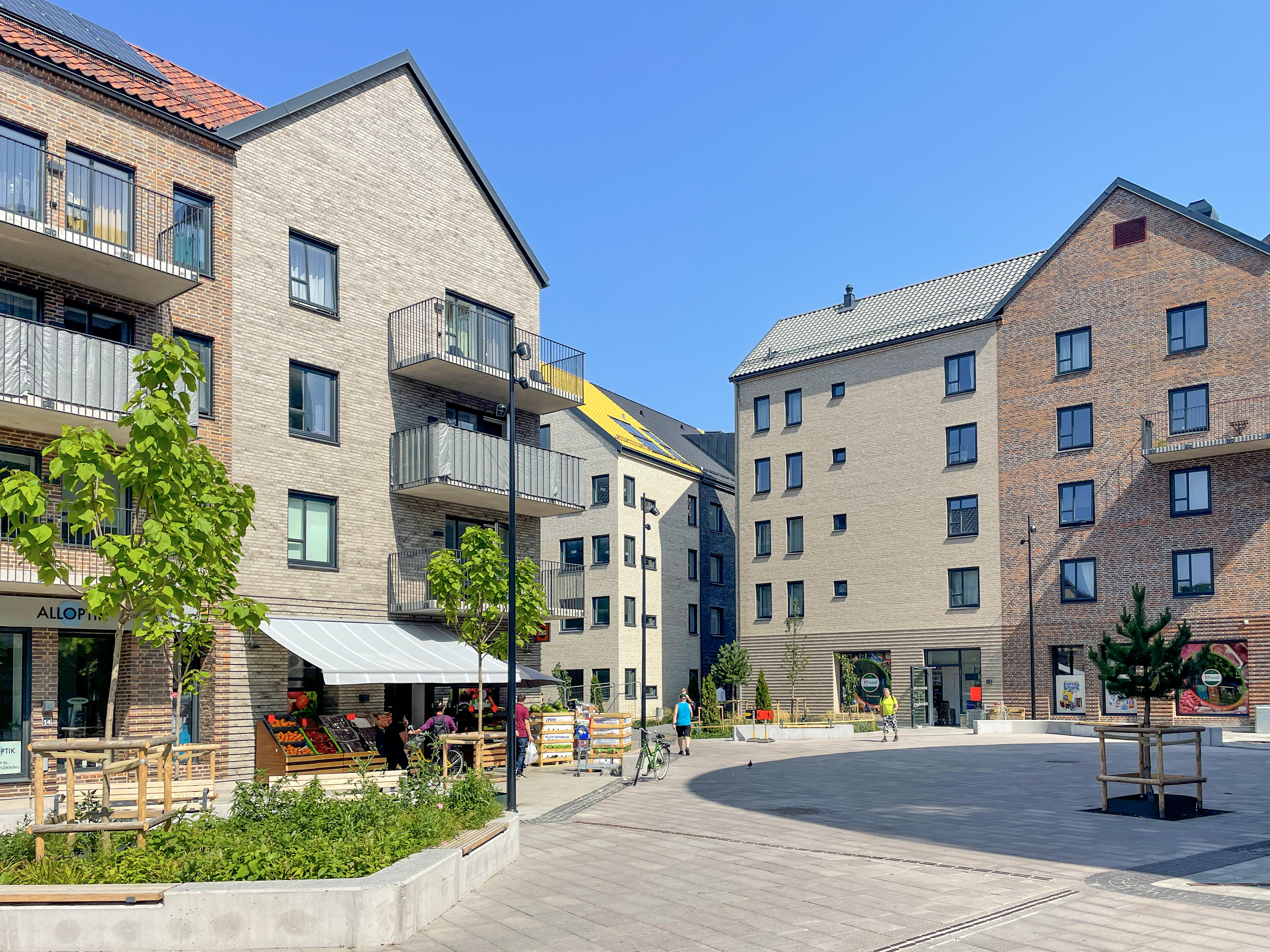
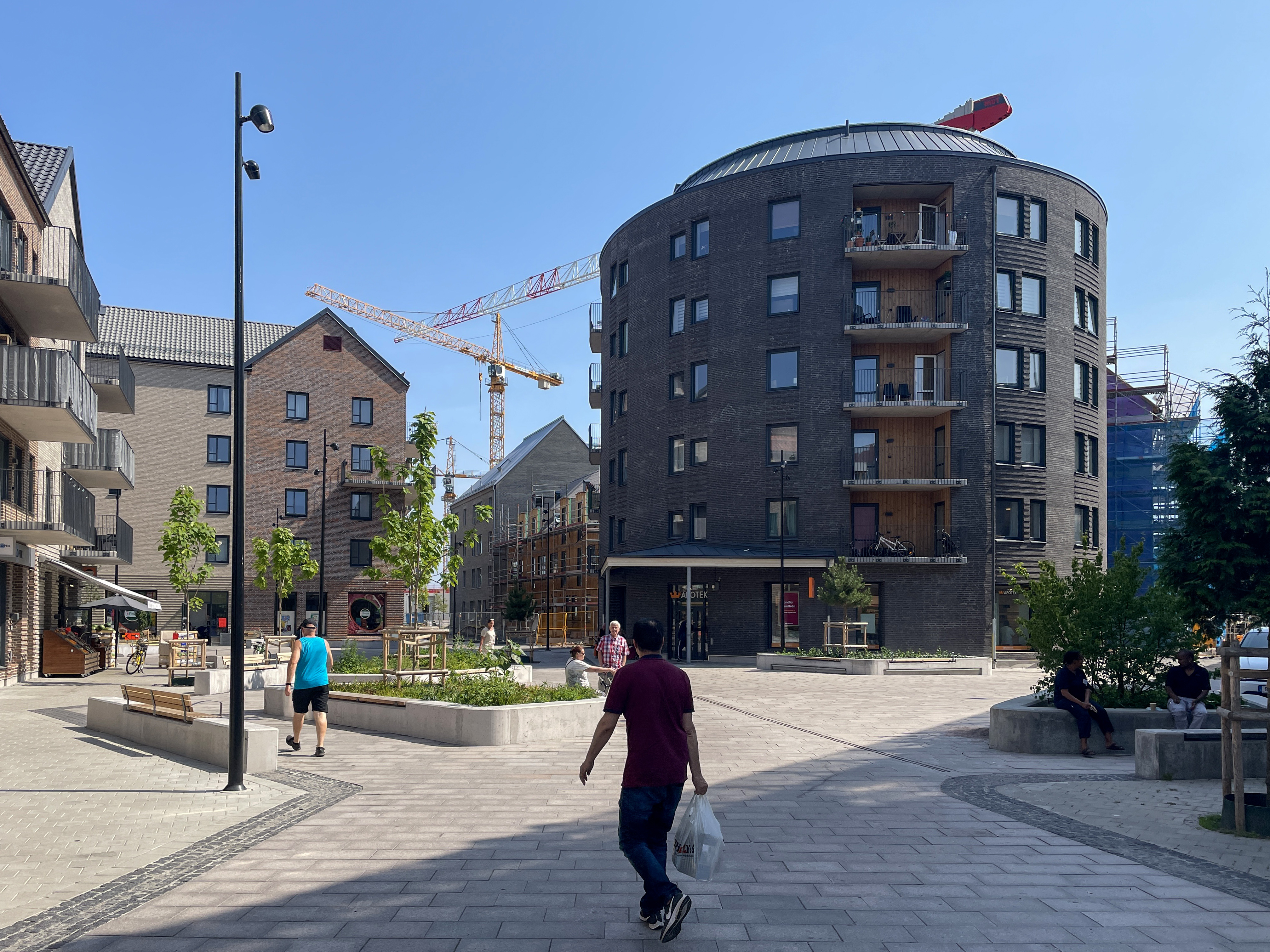